# Žlutice
Žlutice − miasto w Czechach, w kraju karlowarskim. Według danych z 31 grudnia 2007 powierzchnia miasta wynosiła 5 303 ha, a liczba jego mieszkańców 2 653 osób.

## Demografia
| Rok             | 1970  | 1980  | 1991  | 2001  | 2003  |
| --------------- | ----- | ----- | ----- | ----- | ----- |
| Liczba ludności | 2 195 | 2 532 | 2 802 | 2 869 | 2 817 |

Źródło: Czeski Urząd Statystyczny

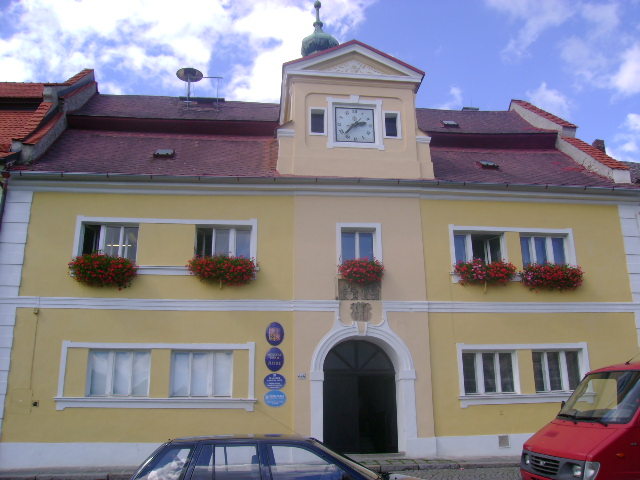
Ratusz miejski
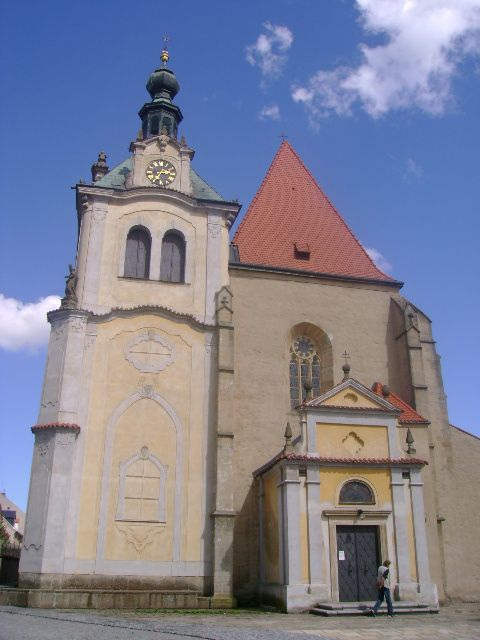
Kościół św. Piotra i Pawła
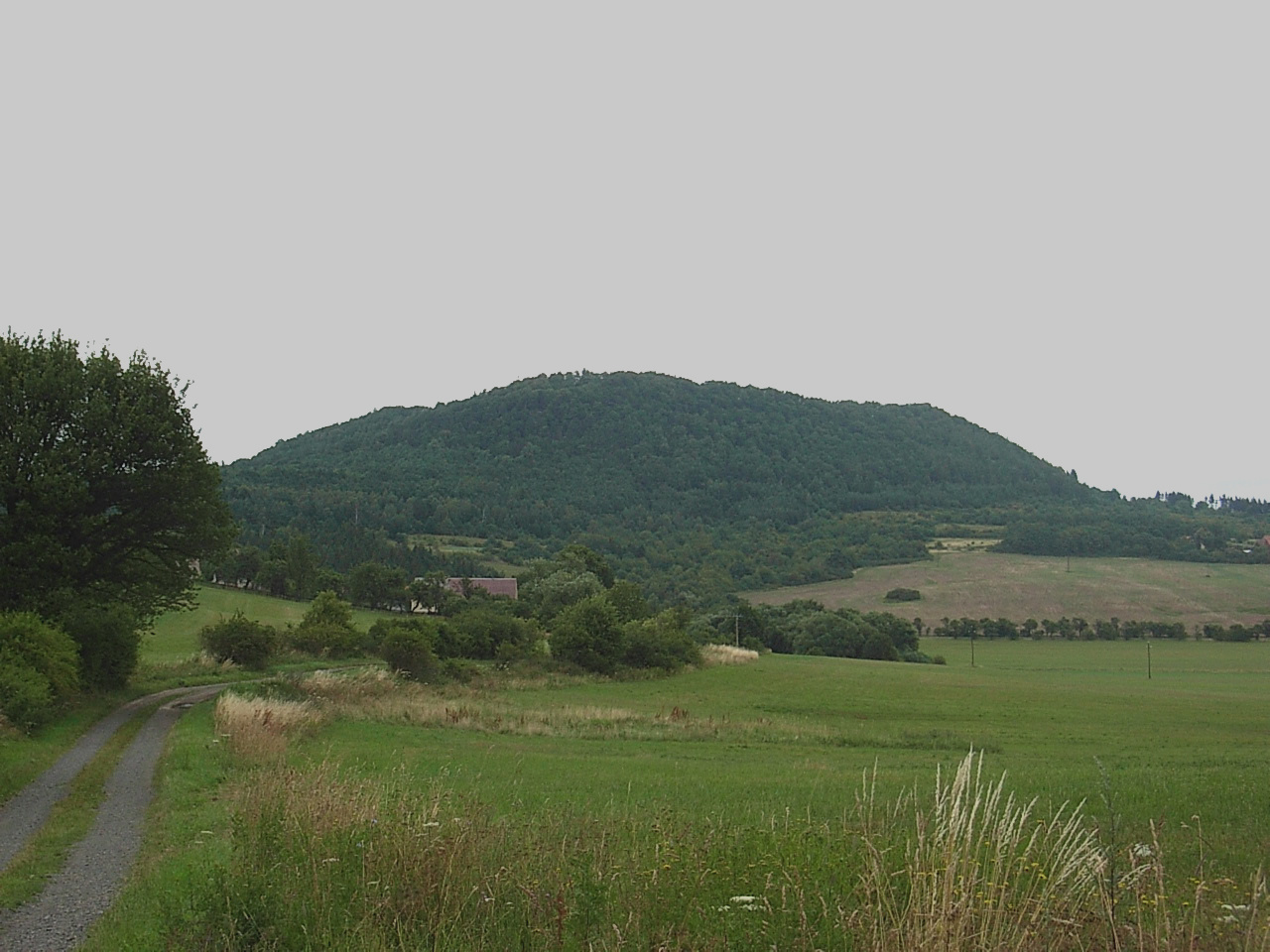
Góra Vladař